# The Features
The Features to amerykański zespół z Tennessee grający indie rock. Mimo niewielkiego sukcesu w USA, ich twórczość została bardzo dobrze przyjęta w Wielkiej Brytanii i Ameryce Południowej.

## Dyskografia
- The Features EP, Spongebath Records, 1997
- The Beginning EP, Universal Records, 2004
- Exhibit A LP, Universal Records, 2004
- Contrast EP, Self-released, 2006
- Some Kind of Salvation LP, Self-released, 2008
  - Some Kind of Salvation LP, Kings of Leon imprint, 2009

## Single
| Year | Title                                      | Album            |
| ---- | ------------------------------------------ | ---------------- |
| 2000 | "Thursday"                                 | None             |
| 2002 | "Buffalo Head"                             | None             |
| 2004 | "The Way It's Meant to Be"                 | The Beginning EP |
| 2004 | "There's a Million Ways to Sing the Blues" | Exhibit A        |
| 2004 | "Leave It All Behind"                      | Exhibit A        |
| 2004 | "The New Xmas Wishbook"                    | None             |
| 2005 | "Blow It Out"                              | Exhibit A        |
| 2005 | "The Way It's Meant to Be"                 | Exhibit A        |
| 2007 | "Late Night"                               | None             |